# 岩井恭平
岩井 恭平（いわい きょうへい、1979年 - ）は、日本のライトノベル作家、漫画原作者。

## 略歴
茨城県水戸市出身。大学では電気工学を学び、大学在学中に小説の執筆を開始。
2002年に『消閑の挑戦者 パーフェクト・キング』で第6回角川学園小説大賞〈優秀賞〉を受賞し、小説家としてデビュー。
2003年に開始した『ムシウタ』はシリーズ発行部数100万部を超える人気作となり、2007年にはアニメ化もされた。また、2004年からは『ザ・スニーカー』にて『ムシウタ』の短編シリーズである『ムシウタbug』を4年以上にわたって連載した。
2008年には『月刊コミックアライブ』にて漫画『Oz-オズ-』の原作を担当したほか、2009年には『月刊少年エース』にて漫画『ホリィさんが通る』の原作と、アニメ映画『サマーウォーズ』のノベライズを担当するなど、活動の幅に広がりを見せている。

## 作品リスト

### 小説
- 『消閑の挑戦者』（2002年 - 、角川スニーカー文庫、角川書店）
- 『ムシウタ』（2003年 - 2014年、角川スニーカー文庫、角川書店）
- 『ムシウタbug』（2004年 - 2008年、角川スニーカー文庫、角川書店）
- 『サマーウォーズ』 ※映画のノベライズ（2009年、角川文庫、角川書店）
- 『サイハテの救世主』（2012年 - 2013年、角川スニーカー文庫、角川書店）
- 『東京侵域』（2015年 - 2016年、角川スニーカー文庫、角川書店）
- 『リオランド』（2018年 - 、角川スニーカー文庫、角川書店）

### 漫画原作
- 『Oz-オズ-』（2008年 - 2011年、MFコミックス アライブ、メディアファクトリー）
- 『ホリィさんが通る』（2009年 - 2010年、角川コミックス・エース、角川書店）